# Capital FM
Capital FM – Das Hauptstadtradio war ein privater Radiosender aus Bern. Capital FM sendete ab dem 23. Januar 2006 ein Informations- und Musikprogramm für den Kanton Bern. Der Sender bot stündliche und zur Hauptsendezeit auch halbstündliche Nachrichtenbulletins. Regionale Themen und Verkehrs- und Wetterinformationen wurden vertieft.
1983 startete das Medienunternehmen Espace Media den Radiokanal Radio extraBE (später extraBERN), auf dessen Frequenzen 2006 der Nachfolgesender Capital FM sein Debüt feierte.
Musikalisch spielte Capital FM für seine Hörer eine Mischung aus den 1980er, 1990er Jahren und aktuelle Hits und betont die Abwechslung. Zum Moderatorenteam gehören Chefmoderator Dominique Hofer und in der Morgensendung Monika Buser.
Capital FM gehörte bis 2011 zum Unternehmensbereich Espace Media des Tamedia-Konzerns. Seit dem 12. Dezember 2011 ist der Sender im Besitz der Zürichsee Medien AG, welcher bereits Radio Zürisee gehört.
Am 7. März 2013 wurde bekanntgegeben, dass der Sender seinen Betrieb einstellen und dass an seine Stelle Radio Bern 1 treten werde. Am 23. April 2013 stellte Capital FM seinen Betrieb ein.

## Standort und Frequenzen
Capital FM sendete aus den Studios in Bern. Der Sender hatte die Sendefrequenzen vom ehemaligen Radio Extra Bern übernommen. Es war über drei UKW-Frequenzen zu empfangen:
| Standort                              | Frequenz |
| ------------------------------------- | -------- |
| Stadt und Region Bern                 | 97,7 MHz |
| Raum Schönbühl, Münsingen-Wichtrach   | 98,4 MHz |
| Raum Kirchberg-Utzenstorf-Fraubrunnen | 89,2 MHz |
| Raum Thun-Kiesen-unteres Gürbetal     | 98,9 MHz |

Im Kabelnetz gab es abweichende Frequenzen.